# Foreningen af 1888 til understøttelse af Dannebrogsridderes efterladte
Foreningen af 1888 til understøttelse af Dannebrogsridderes efterladte er en dansk forening, stiftet 1888, der som navnet siger, har til formål at understøtte efterladte til personer dekoreret med Dannebrogordenen, når de måtte være trængende til hjælp.
Kun modtagere af danske ridderordener (Dannebrogordenen og Elefantordenen) kan optages som medlemmer. Selskabet har både en bestyrelse og et repræsentantskab.
H.M. Dronningen er protektrice for foreningen.
Tidligere fandtes også Dannebrogsmændenes Forening, som er nedlagt.

## Bestyrelsesformænd
Denne liste er ufuldstændig; hjælp gerne med at udfylde den.
- Valdemar Oldenburg, overpræsident
- Bjarne E. Grønfeldt, kontorchef